# سلسلة ميلينيوم
سلسلة ميلينيوم (بالإنجليزية: Millennium) هي سلسلة من روايات الجريمة الأكثر مبيعاً والحائزة على عدة جوائز للكاتب السويدي ستيج لارسون.الشخصيتان الأساسيتان في الروايات هما ليزبيث سالاندر وهي امرأة ذكية غريبة الأطوار عندها القدرة على اختراق أجهزة الكمبيوتر، غير اجتماعية وتمتلك ذاكرة صورية، وميكائيل بلومكفيست وهو صحفي استقصائي وناشر لمجلة تسمى ميلينيوم وله تاريخ يشبه تاريخ لارسون.
كان لارسون يخطط لكتابة عشرة أجزاء من هذه السلسلة، لكنه أكمل ثلاثة فقط قبل وفاته المفاجئة في عام 2004. وقد نُشرت الروايات الثلاثة جميعها بعد وفاته: الفتاة ذات وشم التنين في عام 2005، والفتاة التي لعبت بالنار في عام 2006، والفتاة التي ركلت عش الدبابير في عام 2007. طُبعت روايات لارسون في الأصل باللغة السويدية من قبل دار نورستيدس فورلاج للنشر، أما الطبعات الإنجليزية فقد نُشرت من قبل دار كويركوس للنشر في المملكة المتحدة ودار ألفريد أ. كنوبف للنشر في الولايات المتحدة حيث ترجمتها من السويدية ستيفن "ريج كيلاند" تي موراي. ومنذ ذلك الحين، استمرت ترجمة الرواية من قبل العديد من دور النشر في أكثر من 50 دولة. وبحلول مارس 2015 كان قد بيع نحو 80 مليون نسخة من الروايات الثلاثة الأولى في جميع أنحاء العالم.
في عام 2013، كلفت دار نورستيدس فورلاج للنشر الكاتب والصحفي الجنائي السويدي ديفيد لاجيررانتز بمواصلة كتابة سلسلة ميلينيوم باستخدام نفس الشخصيات التي ابتدعها لارسون. نُشرت رواية لاجيررانتز الأولى في السلسلة بعنوان الفتاة في شبكة العنكبوت في عام 2015. وتبع ذلك رواية آخرى بعنوان الفتاة التي تأخذ عينا مقابل عين في عام 2017. ونشرت روايته الثالثة الفتاة التي عاشت مرتين في أغسطس عام 2019. ومع صدور الروايتين الأولى والثانية لـ ديفيد لاجيررانتز، بيع من سلسلة ميلينيوم بحلول مايو 2019 أكثر من 100 مليون نسخة حول العالم، مما يجعلها واحدة من أفضل الروايات مبيعًا في التاريخ.

## القصة

### التأليف
ذكر العديد من أصدقاء لارسون بعد وفاته إن شخصية ليزبيث سالاندر (الشخصية الأساسية في رواياته) نشأت من حادثة شاهد فيها لارسون (الذي كان مراهق في حينها) ثلاثة من أصدقائه يغتصبون بشكل جماعي فتاة يعرفها اسمها ليزبيث ولم يفعل لارسون شيئًا للدفاع عن الفتاة. بعد أيام وبعد أن شعر بالذنب، توسل إليها لكي تسامحه على ما فعل إلا أنها رفضت. قال لارسون إن الحادث ظل يطارده لسنوات بعد ذلك، ودفعه جزئيًا لخلق شخصية باسمها والتي كانت أيضًا إحدى الناجيات من الاغتصاب في رواياته. تم التشكيك في صحة هذه القصة بعد أن صرح أحد أصدقاء لارسون لمجلة رولينغ ستون أن لارسون أخبره أنه سمع القصة من شخص ما وأعاد سردها على أنها حصلت معه.
في المقابلة التلفزيونية الوحيدة التي تحدث فيها عن سلسلة الروايات، ذكر لارسون أنه ابتدع شخصية ليزبيث من الشخصية الكرتونية بيبي ذات الجورب الطويل حيث كان يتخيلها كفتاة بالغة. مصدر آخر للإلهام كان ابنة أخت لارسون «تيريز» التي كانت مراهقة متمردة، وغالبًا ما كانت ترتدي الملابس السوداء وتضع مساحيق التجميل وأخبرته عدة مرات أنها تريد الحصول على وشم على شكل تنين. كان لارسون يراسلها غالبًا بالبريد الإلكتروني أثناء كتابته للروايات ليسألها عن حياتها وكيف سيكون رد فعلها في مواقف معينة.

### محرر جديد
في ديسمبر عام 2013، أعلنت دار نورستيدس فورلاج للنشر أن الرواية الرابعة من سلسلة ميلينيوم ستنشر في أغسطس 2015 وسيقوم ديفيد لاجيررانتز بكتابتها، وهو كاتب سويدي مشهور ويُعرف بأنه كاتب سيرة لاعب كرة القدم السويدي زلاتان إبراهيموفيتش. وقد أعربت إيفا غابريلسون (صديقة ستيج لارسون) عن رفضها لهذه الفكرة، لأن الروايات التي لم تُنشر بعد كانت لا تزال بحوزتها. كان عنوان الرواية باللغة السويدية هو"Det som inte dödar oss" والذي يترجم حرفيا إلى الإنجليزية بـ «الذي لا يقتلنا». ومثل الروايات السابقة، فقد نُشرت الترجمة الإنجليزية بواسطة دار كوركيس للنشر وكانت بعنوان «الفتاة في شبكة العنكبوت» وصدرت الرواية باللغة الإنجليزية في المملكة المتحدة في 27 أغسطس وفي الولايات المتحدة في 1 سبتمبر 2015.
أما الرواية الخامسة من السلسلة فنشرت في سبتمبر 2017 وكانت أيضا من تأليف ديفيد لاجيررانتز. كان عنوان الرواية باللغة السويدية " Mannen som sökte sin skugga والذي يترجم حرفيا إلى الإنجليزية: الفتاة التي تأخذ عينا مقابل عين.
في عام 2017، صرح ديفيد لاجيررانتز بأنه سيكتب رواية واحدة أخرى فقط من هذه السلسلة. وفي 22 أغسطس عام 2019 نشر لاجيررانتز الرواية السادسة والأخيرة من السلسلة وكانت بعنون «الفتاة التي عاشت مرتين» 

## الروايات

### روايات كتبهاستيج لارسون
| الاسم (الاسم بالإنجليزية)                                            | سنة النشر | القصة |
| -------------------------------------------------------------------- | --------- | --- |
| الفتاة ذات وشم التنين (The Girl with the (Dragon Tattoo              | 2005      | في ديسمبر 1987، خسر ميكائيل بلومكفست، ناشر المجلة السياسية السويدية "ميلينيوم"، قضية تشهير تنطوي على ادعاءات حول الملياردير الصناعي هانز-إريك ونرستروم. وحكم عليه بالسجن لمدة ثلاثة أشهر، وأمر بدفع تعويضات ضخمة. بعد ذلك بوقت قصير، دُعي لمقابلة هنريك فانجر، الرئيس التنفيذي المتقاعد لشركة فانجر، غير مدرك ان فانجر قد كلف بالتحقيق في ماضي بلومكفست الشخصي والمهني. وقد وجهت له هذه الدعوة عن طريق ليزبيث سالاندر، عميلة المراقبة في شركة ميلتون الأمنية. |
| الفتاة التي لعبت بالنار (the Girl who played with fire)              | 2006      | في هذا الجزء يستمر الكاتب بعرض قضية العنف ضد المرأة التي نذر نفسه لها وكانت هذه المرة عن "التجارة الجنسية" ولكن كالعادة يتناولها بطابع بوليسي شيِّق، حيث تطل اليزابيث مرة أخرى بشخصيتها الغريبة ومشاكلها التي تكمن في مفهومها للأخلاق الذي لا يتماشى مع المعايير القانونية لمجتمعها ولهذا فهي تتدبر أمورها بطريقتها الخاصة متجاهلة تماماً القانون، يتطرق هذا الجزء إلى طفولتها ومعاناتها وكيف استخدمها القانون ككبش فداء للتستر على قضية معينة كلفتها الكثير.   |
| الفتاة التي ركلت عش الدبابير (the Girl who kicked the hornets' Nest) | 2007      | تحاول ليسبيث سالاندر وميكائيل بلومكفيست ومجموعة من رجال الشرطة من قسم الحماية الدستورية بجهاز الأمن السويدي معرفة من هم أعضاء المجموعة السرية داخل جهاز الأمن السويدي التي ارتكبت عدة انتهاكات دستورية. وتبرئة سالاندر من تُهم القتل ضدها. |

### روايات كتبهاديفيد لاجيررانتز
| الاسم (الاسم بالإنجليزية)                                              | سنة النشر | القصة |
| ---------------------------------------------------------------------- | --------- | --- |
| الفتاة في شبكة العنكبوت (The Girl in the Spider's Web)                 | 2015      | يتلقى الصحفي ميكائيل بلومكفيست مكالمة هاتفية من مصدر يزعم أن لديه معلومات حيوية ومهمة للولايات المتحدة. كان المصدر على اتصال بشابة خارقة - متسلل يشبه شخصًا يعرفه بلومكفيست جيدًا. يلجأ بلومكفيست إلى ليزبيث سالاندر للمساعدة. ولكن كالعادة لديها جدول أعمالها الخاص. السر الذي يقوم كلاهما بمطاردته يقع في مركز شبكة متشابكة من الجواسيس ومجرمي الإنترنت والحكومات في جميع أنحاء العالم، وهناك شخص ما مستعد للموت لحماية هذه الشبكة. |
| الفتاة التي تأخذ عينا مقابل عين (The Girl Who Takes an Eye for an Eye) | 2017      | يقوم زعيم عصابة سادي يُدعى بينيتو بتعذيب امرأة تدعى فاريا، وهي سجينة من بنغلاديش، تتدخل ليزبيث سالاندر لمساعدة المرأة. فتصبح هدفا لبينيتو وعصابته. تكرس سلاندر وقتها لكشف الحقيقة في القضية التي تسببت بدخول فاريا إلى السجن. |
| الفتاة التي عاشت مرتين (The Girl Who Lived Twice)                      | 2019      | غادرت ليزبيث سالاندر ستوكهولم، على ما يبدو إلى الأبد، وذهبت إلى روسيا في مهمة لمطاردة أختها وعدوتها كاميلا وتدميرها وقتلها. في هذه الأثناء، ميكائيل بلومكفيست، الذي يعاني من البطالة بسبب عدم وجود قصص إخبارية مثيرة للاهتمام، يتم حبسه في قضية تتعلق برجل بلا مأوى ربما يكون قد قُتل وكان يستخدم رقم هاتف بلومكفيست. |

## أعمال لارسون الغير منشورة

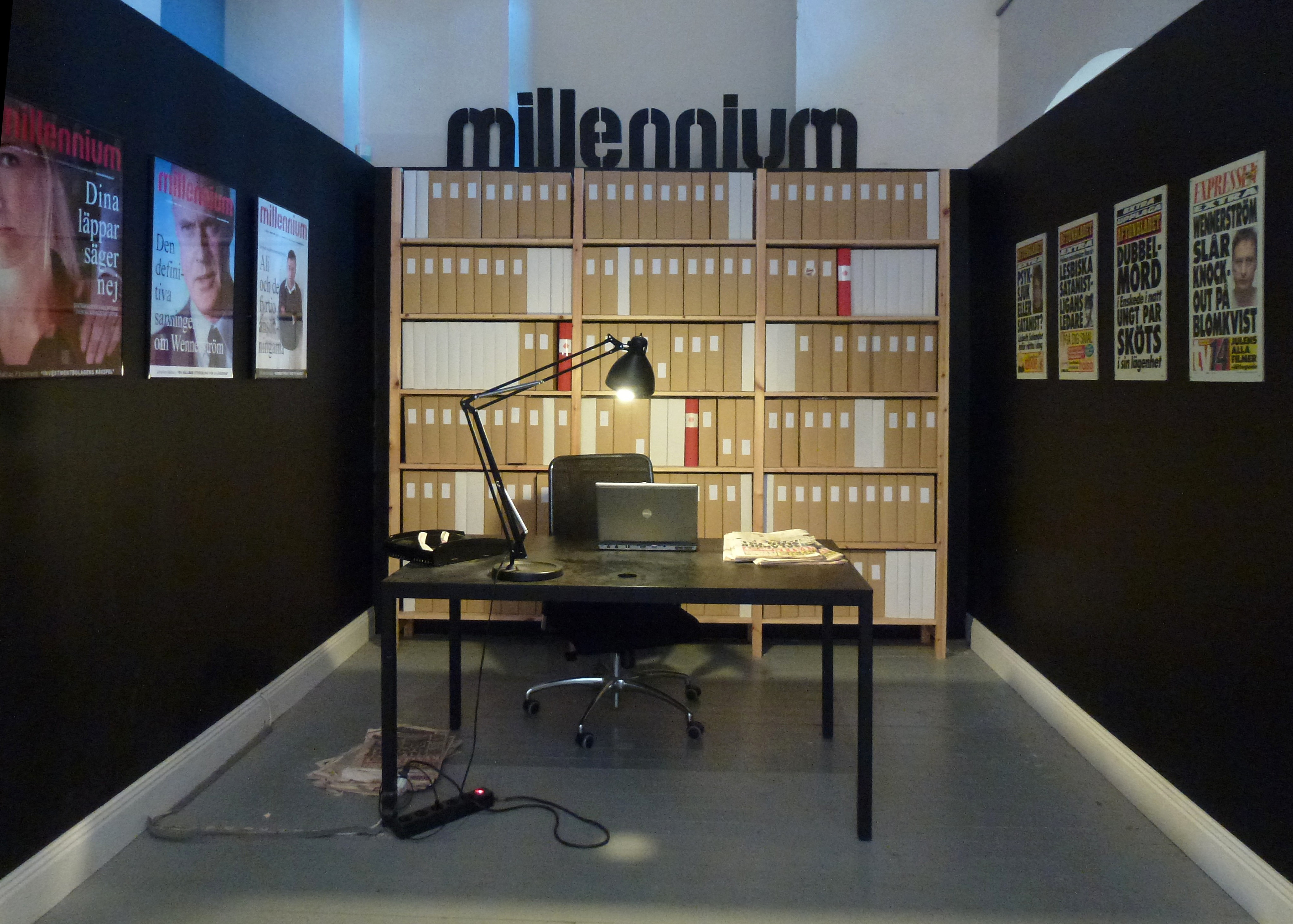
معرض ميلينيوم بمتحف مدينة ستوكهولم

كتب لارسون مخطوطة غير مكتملة لرواية أخرى في السلسلة قبل وفاته المفاجئة في نوفمبر 2004. تحتفظ صديقته إيفا غابريلسون بالمخطوطة على جهاز كمبيوتر محمول، لكنها لا تملك حقوق الاحتفاظ بأعمال لارسون. في الوقع لم يتزوج لارسون أبدًا صديقته إيفا غابريلسون لأنه أراد أن يحميها من الأشخاص الذين كان يحقق معهم في حياته (النازيون الجدد والعنصريون السويديون). كتب لارسون وصية ولكن لم يكن عليها شهود مما جعلها باطلة بحسب القانون السويدي. وبالتالي، فإن عائلته هي فقط من ترثه ولها حقوق نشر أعماله. من المحتمل أيضًا وجود مخطوطات لرواية خامسة وسادسة من السلسلة.
في عام 2010، عرض صديق لارسون جون هنري هولمبرج على وكالة أسوشيتد برس رسائل بريد إلكتروني تلقاها من لارسون قبل وقت قصير من وفاته ذُكر فيها أن لارسون يخطط لكتابة رواية آخرى في السلسلة. كتب لارسون في واحدة من رسائل البريد الإلكتروني: «تم تحديد قطعة الأرض على بعد 120 كيلومترًا شمال ميناء ساكس، في جزيرة بانكس في شهر سبتمبر... وفقًا للملخص يجب أن تكون 440 صفحة.» 
وصفت إيفا غابريلسون المخطوطة التي بحوزتها على أنها تحتوي ما يقرب من 200 صفحة وعنوانها «انتقام الآلهة» وهي مكتملة بنسبة 30٪ ولا تستحق النشر بشكلها الحالي. في عام 2011، قالت إيفا غابريلسون: «لقد عَرضت ذات مرة أن أنهيها، ولكنني لا أمتلك الحقوق القانونية للقيام بذلك، ولم يرغبوا في إعطائي هذه الحقوق، لذلك أعتقد أننا يجب أن نكون جميعًا سعداء بوجود ثلاثة روايات فقط». وقبل أشهر فقط، قال زميل لارسون السابق كوردو باكسي إن إيفا غابريلسون قد عرضت عليه المخطوطة هو ووالد لارسون بعد وقت قصير من وفاة لارسون وأن المخطوطة كانت تحتوي على 260 صفحة في ذلك الوقت ومكتملة بنسبة 70٪ . ووصف المخطوطة بأنها الخامسة في السلسلة التي تدور أحداثها "بين أيرلندا والسويد والولايات المتحدة" وتظهر فيها شخصية «كاميلا» الشقيقة التوأم لـ ليزبيث سالاندر. كان كوردو باكسي معارضا لقيام شخص آخر بإكمال كتابة الرواية معتقدا بأن الكاتب لن يكون قادرا على اتباع نفس أسلوب وطريقة ستيج لارسون.

## الجوائز
حصلت الرواية الأولى على جائزة جلاس كي السويدية في عام 2006، وفي نفس العام فازت الرواية الثانية بجائزة أفضل رواية جريمة سويدية، وفي عام 2008 فازت الرواية الثالثة أيضًا بجائزة جلاس كي. في عام 2012 في اليابان، صنفت سلسلة ميلينيوم في المرتبة الثانية عشرة كأفضل سلسة ألغاز. بحلول مايو 2010، بيعت 27 مليون نسخة من الرواية في جميع أنحاء العالم، وهو الرقم الذي وصل إلى أكثر من 46 مليونًا خلال الأشهر الخمسة اللاحقة ، وإلى 65 مليونًا في ديسمبر 2011. في يوليو 2010، أصبح لارسون أول مؤلف يبيع مليون نسخة إلكترونية من عمله على أمازون كيندل. ووصلت المبيعات إلى 75 مليون نسخة في جميع أنحاء خمسين دولة بحلول ديسمبر 2013 ، و 80 مليونًا بحلول مارس 2015. أما الرواية الأولى والثانية التي كتبها ديفيد لاجيررانتز فقد حققت مبيعات تجاوزت مليون نسخة في 47 دولة بحلول مايو 2019، مما زاد إجمالي مبيعات سلسلة ميلينيوم إلى أكثر من 100 مليون نسخة حول العالم.

## أفلام مقتبسة من السلسلة

### افلام سويدية
- الفتاة ذات وشم التنين: (الاسم السويدي الأصلي Män som hatar kvinnor، حرفياً الرجال الذين يكرهون النساء). صدر في السينما بتاريخ 25 فبراير 2009.
- الفتاة التي لعبت بالنار: (الاسم السويدي الأصلي Flickan som lekte med elden، حرفياً الفتاة التي لعبت بالنار). صدر في السينما بتاريخ 18 سبتمبر 2009.
- الفتاة التي ركلت عش الدبابير: (الاسم السويدي الأصلي Luftslottet som sprängdes، حرفياً قلعة الهواء التي انفجرت). صدر في السينما بتاريخ 27 نوفمبر 2009.

### أفلام أمريكية
- الفتاة ذات وشم التنين: أمريكا الشمالية (2 ديسيمبر 2011)، المملكة المتحدة (26 ديسيمبر 2011)
- الفتاة في شبكة العنكبوت: الولايات المتحدة الأمريكية (9 نوفيمبر 2018)

تعاونت شركات يالو بيرد [الإنجليزية] ومترو غولدوين ماير مع شركة كولومبيا بيكتشرز لإنتاج فيلم باللغة الإنجليزية من الرواية الأولى (الفتاة ذات وشم التنين). كتب سيناريو الفيلم ستيفن زيليان وهو من أخراج ديفيد فينشر وإنتاج سكوت رودين وبطولة دانيال كريغ (بدور ميكائيل بلومكفيست) وروني مارا (بدور ليزبيث سالاندر).
في 4 نوفمبر 2015، أُعلن أن فيلما عن رواية (الفتاة في شبكة العنكبوت) قيد الإعداد وأن كريج ومارا لن يشاركا في بطولة الفيلم. أنتج الفيلم في النهاية وكان من إخراج فيدي ألفاريز وبطولة النجمة كلير فوي بدور سالاندر وسفيرير جودناسون بدور بلومكفيست.